# Квебек Бульдогс
Квебек Бульдогс (англ. Quebec Bulldogs, укр. Бульдоги Квебеку) — колишній професіональний чоловічий хокейний клуб міста Квебек, провінції Квебек, Канада. В основному відомий як хокейний клуб Квебек, пізніше атлетичний клуб Квебек. Їхня рекордна гра повертає до часів Аматорської хокейної асоціації Канади у 1889 році, хоча відомо що ХК Квебек грав задовго до цієї дати. Клуб грав як аматорський у різних лігах, і був визнаний професіональним лише у 1908 році і був включений до НХА. Прізвисько Бульдогс дали медіа, і воно було настільки популярним, що фанати зробили талісман Бульдог, який ніколи не змінювався аж до переїзду до Гамільтона, коли змінилася і назва на Гамільтон Тайгерс.